# FlixBus

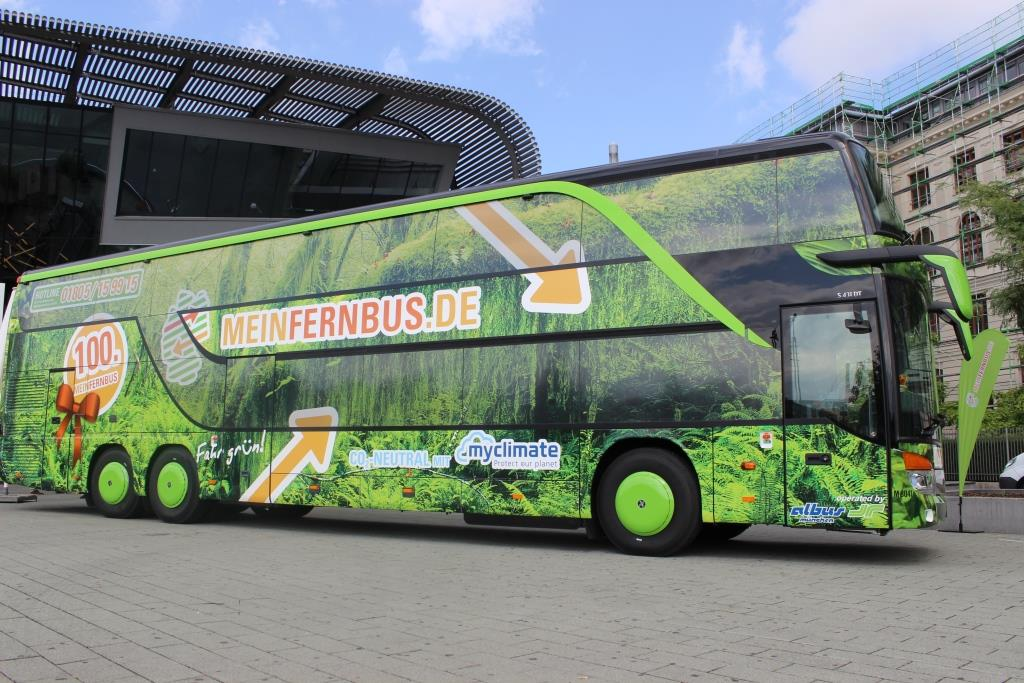
Model «100. MeinFernbus»

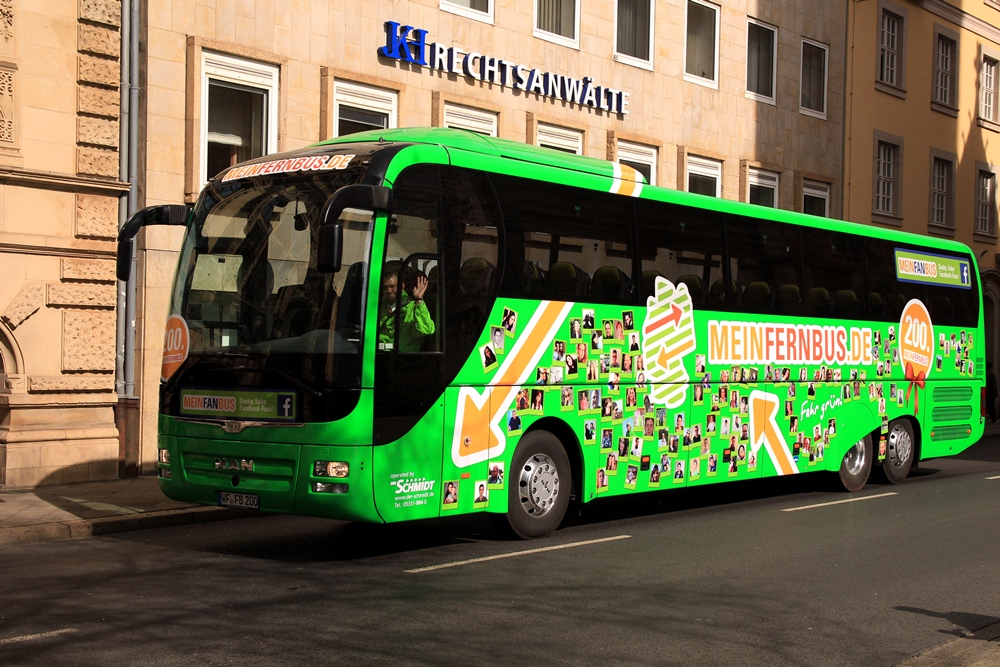
Model «200. MeinFernbus»

Logotip antic de MeinFernbus (fins al gener de 2015)

Segon logotip de MeinFernbus (fins al 17 de desembre de 2015)

Logotip de MeinFernbus FlixBus fins al 4 de maig de 2016

FlixBus (pronunciació alemanya: ['flɪksbʊs]; estilitzat com a FLiXBUS) és una empresa de viatges de llarga distància en autocar alemanya, filial de Flix SE. Fundada el 2011 com a MFB MeinFernbus GmbH, entre 2012 i 2016, va oferir serveis a Alemanya, Àustria i Suïssa amb el nom de MeinFernbus. El 2015, MeinFernbus es va fusionar amb FlixMobility GmbH, que aleshores encara operava amb el nom de Flixbus. Des del 2016, l'empresa ofereix serveis d'autobús de llarga distància exclusivament sota la marca Flixbus.

## Història
MeinFernbus va començar a operar l'abril de 2012 amb la ruta Friburg de Brisgòvia–Titisee–Friedrichshafen–Múnic, oferint diverses connexions directes diàries. El dia 10 d'agost de 2012 es va inaugurar una segona línia, coneguda com a Línia d'ultramar, des de Munic via Friedrichshafen i Meersburg i, utilitzant el ferri de cotxes Constança-Meersburg, a través del llac de Constança fins a la ciutat de Constança, que es va ampliar fins a Zúric a la tardor de 2012. A principis de novembre de 2012, la companyia va anunciar una ampliació del seu servei a un total de vuit rutes de llarga distància.
A causa de la reforma de la Llei alemanya de transport de passatgers (PBefG) i la consegüent pèrdua de protecció de la competència per als serveis de transport ferroviari de passatgers de llarga distància del Deutsche Bahn, les companyies d'autobusos de llarga distància van haver de complir aquesta regulació des de l'1 de gener de 2013, amb oportunitats significativament millors per ampliar les seves operacions programades. La primera connexió d'autobús de llarga distància de MFB MeinFernbus que es va aprovar amb la nova llei va ser l'extensió de la línia Frankfurt del Main-Leipzig fins a Berlín. El juliol de 2013, la xarxa de rutes de MFB MeinFernbus s'havia ampliat a un total de 21 rutes. Ja el gener de 2013, unes 85 ciutats alemanyes i  7 a l'estranger (Zúric, Estrasburg, Ciutat de Luxemburg, Innsbruck, Praga, Merano, Milà) es van integrar als serveis programats de la companyia. Per regla general, només hi ha una parada a les ciutats servides. En algunes ciutats com Berlín, Dresden, Constança o Arnsberg, MFB MeinFernbus oferia als passatgers la possibilitat de pujar i baixar en diferents parades. MFB no operava les seves rutes per si mateixa, sinó que –com Flixbus– utilitzava diversos operadors d'autobusos de mida mitjana com a subcontractistes. Segons la PBefG, el titular del permís i, per tant, el soci contractual dels passatgers no era el subcontractista, sinó MeinFernbus.
El juliol de 2013, MeinFernbus va anunciar que un milió de passatgers ja havia fet algun viatge amb la companyia. A mitjans d'agost, es va presentar el model «100. MeinFernbus», dissenyat fidelment amb el lema «Condueix verd» i d'acord amb la col·laboració de l'ONG ambientalista myclimate. A l'octubre de 2014, MeinFernbus havia transportat més de vuit milions de passatgers.
El 2014, es diu que l'empresa va obtenir un benefici d'1-2 milions d'euros amb una facturació d'aproximadament de 100 milions d'euros. L'abril de 2015, el nombre de rutes d'autobús de llarga distància operades era de 264. Dos anys després de la seva fundació, MeinFernbus tenia una quota de mercat del 38% i liderava el mercat alemany d'autobusos de llarga distància.
El 7 de gener de 2015, MeinFernbus i FlixBus van anunciar que es fusionarien i combinarien les seves xarxes de rutes. Al mateix temps, es va formular l'objectiu d'augmentar l'expansió als països europeus veïns. En països on no es parla alemany, s'hauria de considerar l'ús de la marca «FlixBus». Com a resultat de la fusió, FlixBus GmbH, amb seu a Múnic, es va transformar en un holding de diverses empreses nacionals, sota el paraigua de les quals MFB MeinFernbus GmbH operaria a partir d'ara com a filial per al mercat de parla alemanya. L'1 de març de 2016, MFB MeinFernbus GmbH va canviar el nom a la filial FlixBus DACH GmbH, i al mateix temps la companyia matriu FlixBus GmbH va canviar el nom a FlixMobility GmbH. Els fundadors de la marca «MeinFernbus» van passar de la direcció al consell assessor. A causa de la seva presència internacional, la marca «MeinFernbus FlixBus» també va ser substituïda als països de parla alemanya per la marca internacional «FlixBus».
El 2022, va finalitzar la cooperació amb la companyia d'autobusos Dr. Richard per a cobrir la ruta Múnic-Zúric, mentre que l'entesa va continuar a Àustria. El 16 de maig de 2025, uns mesos després que l'empresa alemanya comencés a operar als territoris de parla catalana, l'entitat en defensa del català Plataforma per la Llengua va anunciar la plena integració de la llengua als serveis de l'empresa de transports (web, app, botiga, pantalles) com a resultat d'un treball de cooperació.

## Màrqueting
Amb el lema «Condueix ecològicament!» l'objectiu no és només establir una referència al color verd de la identitat corporativa, sinó també suggerir un millor equilibri ambiental en comparació amb el ferrocarril i el transport motoritzat privat. L'afirmació publicitària que l'autobús de llarga distància és el mitjà de transport més respectuós amb el medi ambient va ser prohibida a Bèlgica per l'Agència Federal de Medi Ambient el gener de 2023. El motiu d'això va ser la informació enganyosa.
El 2013, l'empresa va ser certificada com a climàticament neutra per la ONG ambientalista myclimate. A més, MFB permet un augment voluntari de la tarifa, que es destina a myclimate i té com a objectiu compensar els gasos d'efecte hivernacle produïts pel viatge en autobús. Per aquestes activitats, MeinFernbus va rebre el premi myclimate 2012 i el premi International Bus Planner Sustainability 2013. L'Agència Federal de Medi Ambient va criticar la implementació de la compensació perquè no es va especificar la quantitat d'emissions de CO2 que s'havien de compensar quan es va augmentar la tarifa.

## Condicions
Les tarifes per a certs trajectes generalment augmenten com més a prop s'acosta l'hora de sortida. Les reserves estan vinculades a un viatge i una persona específics. En alguns casos, es cobren recàrrecs per triar un seient específic a l'autobús. També és possible reservar el seient del costat, però aquesta opció de "seient lliure al costat" només ofereix més espai; no es permet més equipatge ni una segona persona. Les reserves es poden cancel·lar, però en general no es faran reemborsaments; només s'emetran codis de val per a futurs viatges. El client ha de conservar els codis; fins i tot amb un compte de client, els vals no s'abonen ni es "reserven" automàticament al compte de client. Les taxes de cancel·lació van augmentar significativament el 2023, anteriorment eren, per exemple, només d'1 euro si es cancel·lava entre 29 i 14 dies abans de la sortida, de 5 euros si es cancel·lava amb menys de 14 dies d'antelació i de 7 euros si es cancel·lava amb menys de 3 dies d'antelació. Per a viatges entre el 18 de desembre de 2023 i el 12 de setembre de 2024, els clients que utilitzaven els seus codis de val perdrien el 75% del preu del bitllet si cancel·laven la sortida amb menys d'1 dia o 15 minuts d'antelació a la sortida, el 50% si es feia entre 1 i 6 dies, i el 25% si es feia entre 7 i 29 dies. A partir del 12 de setembre de 2024, la tarifa de cancel·lació entre 24 i 48 hores abans de la sortida va augmentar del 50% al 75% del preu del bitllet. La durada es factura per minut. A més, es perden les comissions de reserva i servei. La cancel·lació dins dels 60 minuts posteriors a la reserva va ser temporalment possible de manera gratuïta.

## Crítica
L'abril de 2014, MeinFernbus GmbH va rebre el premi negatiu Big Brother en la categoria de transport perquè s'havia compromès de manera particular i sostenible la privadesa dels seus clients. El motiu principal que s'esmenta en el discurs laudatori és l'obligació de l'empresa, en els seus termes i condicions generals, d'identificar-se addicionalment amb un document d'identitat oficial amb foto vàlida quan s'utilitza un bitllet en línia a l'inici del viatge. També es critica que, d'acord amb la seva normativa de protecció de dades, MeinFernbus no només pot transmetre dades rellevants per al pagament de la facturació dels bitllets, sinó també, entre altres coses, números de telèfon i altra informació de l'usuari que no són rellevants per al processament de pagaments. Atès que algunes altres companyies d'autobusos de llarga distància també exigeixen als passatgers que portin un document d'identitat, l'elogi afirmava que van ser precisament aquestes opcions de compartició de dades les que van fer que MeinFernbus pogués optar a aquest antipremi.
El juliol de 2014, MeinFernbus va obtenir la 6a posició de 9, amb una qualificació de «Bona (2,2)», a la prova Stiftung Warentest.